# Giấy chứng nhận đăng ký xe

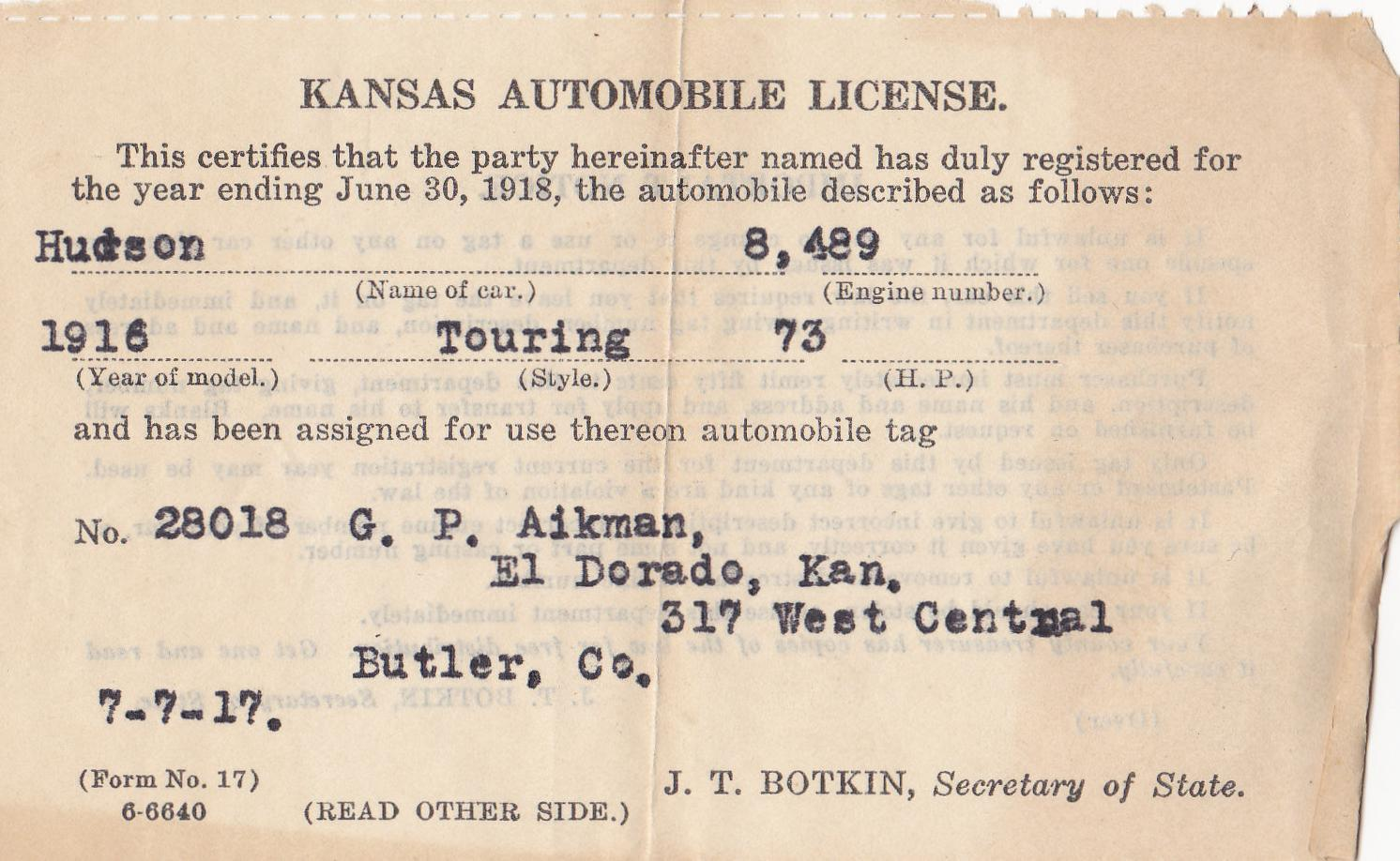
Giấy chứng nhận đăng ký 1917 do nhà nước Hoa Kỳ cấp

Giấy chứng nhận đăng ký xe là một tài liệu chính thức cung cấp bằng chứng đăng ký xe. Nó được sử dụng chủ yếu bởi các chính phủ như một phương tiện để đảm bảo rằng tất cả các phương tiện giao thông đường bộ đều được đăng ký xe quốc gia, nhưng cũng được sử dụng như một hình thức thực thi pháp luật và để tạo điều kiện thay đổi quyền sở hữu khi mua và bán một chiếc xe.
Giấy chứng nhận đăng ký xe hiện nay có thể là bản giấy, thẻ PET hoặc bản điện tử (giấy chứng nhận đăng ký xe bản điện tử được thể hiện trong tài khoản định danh điện tử trên ứng dụng VNeID).

## Liên minh châu Âu và khu vực kinh tế châu Âu
Trong Khu vực kinh tế châu Âu (EU, Iceland, Liechtenstein và Na Uy), giấy chứng nhận đăng ký xe được điều chỉnh theo chỉ thị châu Âu 1999/37 / EC. Thông tin trong các giấy chứng nhận đăng ký này bao gồm:
- Số đăng ký xe
- Dữ liệu cá nhân của cá nhân mà chiếc xe được đăng ký
- Số nhận dạng xe (VIN)
- Thông số kỹ thuật động cơ
- Khí thải

### Vương quốc Anh
Ở Anh, tài liệu (V5C) trước đây được gọi là "sổ nhật ký", và đây vẫn là cách sử dụng phổ biến. Tài liệu được ban hành bởi DVLA và theo dõi người giữ xe đã đăng ký, chứ không phải chủ sở hữu. Khi một chiếc xe được chuyển nhượng, xuất khẩu, loại bỏ hoặc có sửa đổi lớn (động cơ mới, khung gầm hoặc các yếu tố ảnh hưởng đến hạng thuế), mẫu sẽ được gửi lại cho DVLA, người phát hành một tài liệu mới, nếu phù hợp, với các chi tiết được sửa đổi.

#### Thiết kế lại năm 2001
Một thiết kế mới đã được ban hành vào năm 2001 để tuân thủ chỉ thị của EC 2001/127/EC, không phải là kết quả của một vụ đánh cắp các mẫu đơn trống trong cùng một năm.

#### Mẫu màu đỏ
Vào năm 2011/2012, một chương trình đã được đưa ra để thay thế các biểu mẫu màu xanh trước đó bằng các biểu mẫu màu đỏ mới do "đánh cắp một số V5C trống". Hành vi trộm cắp có thể là vài trăm nghìn biểu mẫu trong năm 2007/8, hoặc mất hơn hai triệu biểu mẫu được báo cáo trong năm 2008 Cả hai hoặc một trong hai sự cố có thể liên quan đến các biểu mẫu trống được trả lại cho nhà cung cấp trong năm 2006 vì in đè mà cuối cùng đã được gửi đi để phá hủy.
Cảnh sát (AVCIS) đã phát động "Chiến dịch trôi dạt" để phục hồi các hình thức bị đánh cắp, hơn một nghìn người đã được phục hồi. Số sê-ri có liên quan của các VC5 bất hợp pháp là (theo cảnh sát):
- BG 8407501 - BG 8431000
- BG 9167501 - BG 9214000
- BG 9282001 - BG 9305000
- BI 2305501 - BI 2800000[8]

Hoặc, theo DVLA được báo cáo trong Parker's:
- BG 8229501 - BG 9999030
- BI 2305501 - BI 2800000[6]